# Karel Klíč
Karel Václav Klíč, på tyska Karl Wenzel Klietsch, född den 31 maj 1841 i Hostinné, död den 16 november 1926, i Wien var en böhmisk konstnär, satiriker, fotograf, grafiker och uppfinnare som är känd för att ha bidragit till utvecklingen av fotogravyren (heliogravyr) – särskilt då rotogravyren som använder en cylindrisk graverad vals i stället för platta.. Denna gravyrmetod snabbade upp tryckningen av stora upplagor (som av böcker, tidningar eller tidskrifter) och blev därigenom lönsam trots att det var billigare att framställa plattor.
Klíč var son till en kemist som efter en konkurs öppnade en fotoateljé i Brno. Karel Klíč började studera vid realskolan i Prag, men tvingades på grund av faderns finansiella problem att sluta skolan och börja arbeta i faderns laboratorium. 1857 antogs han vid konstakademin i Prag som 14-åring, där han studerade måleri under Eduard von Engerth och August Piepenhagen till 1861. Därefter arbetade han i faderns fotoateljé till 1866. Under denna tid skrev han satiriska artiklar för olika tidskrifter och började teckna karikatyrer. Han flyttade till Budapest 1867 där han arbetade för tidskriften Borsszem Jankó och vidare till Wien 1869 för arbete på Der Floh som han lämnade 1872 för att tillsammans med ett par kollegor starta en egen tidskrift. Han blev härigenom intresserad av tryckkonsten och började utföra egna experiment, varvid han cirka 1878 förbättrade den dåtida heliografin som utvecklats av Henry Fox Talbot och skapade "Talbot-Klic-processen" som används än idag. 1889 flyttade han till England där han tog över ledningen för heliografin vid ett tryckeri, vilket dock gick i konkurs, varefter han, via diverse tillfälliga arbeten och uppfinnandet av rotogravyren, 1895 grundade firman Rembrandt Intaglio Printing Company i Lancaster tillsammans med Samuel Fawcett och bröderna Edward och William Storey. Redan 1897 drog han sig dock tillbaka och återvände till Wien.
Han uppfann även en metod för produktion av inläggningar i linoleum.

## Galleri

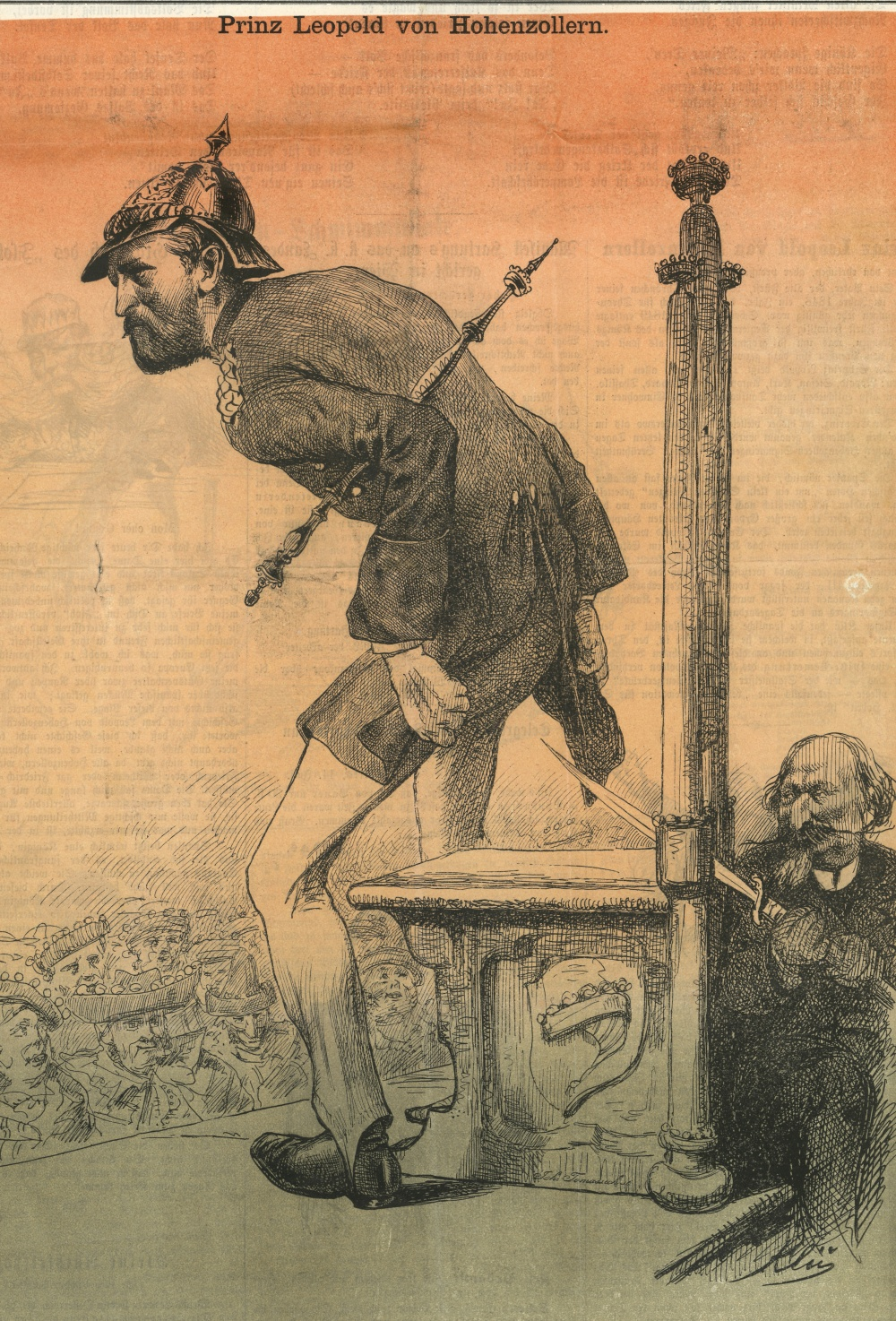
Karikatyr av Leopold av Hohenzollern-Sigmaringen 1870. När Leopold skall sätta sig på den spanska tronen sitter Napoleon III bakom med en bajonett.
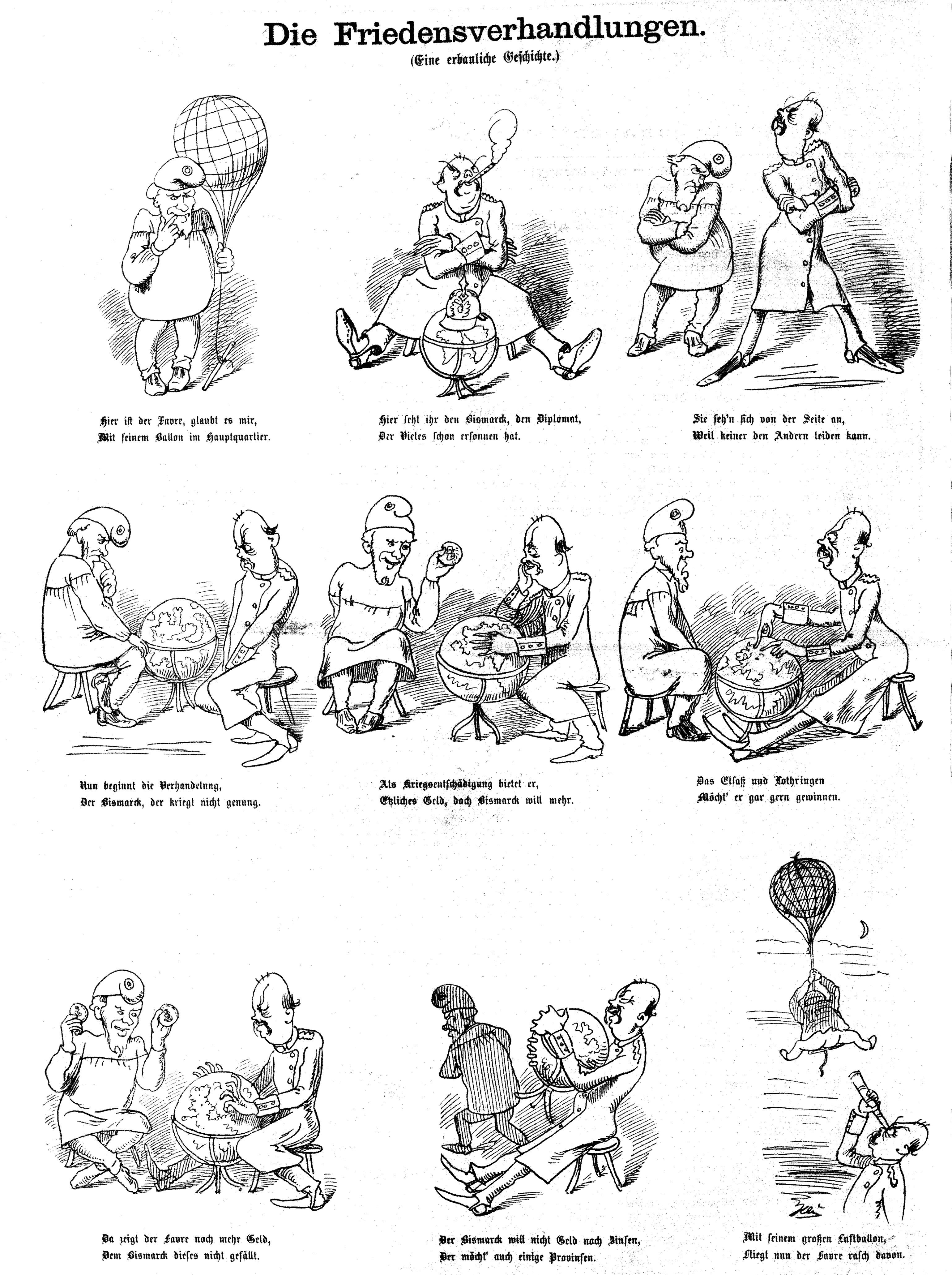
Karikatyr över de misslyckade fredsförhandlingarna mellan Bismarck och Favre under fransk-tyska kriget 1870.
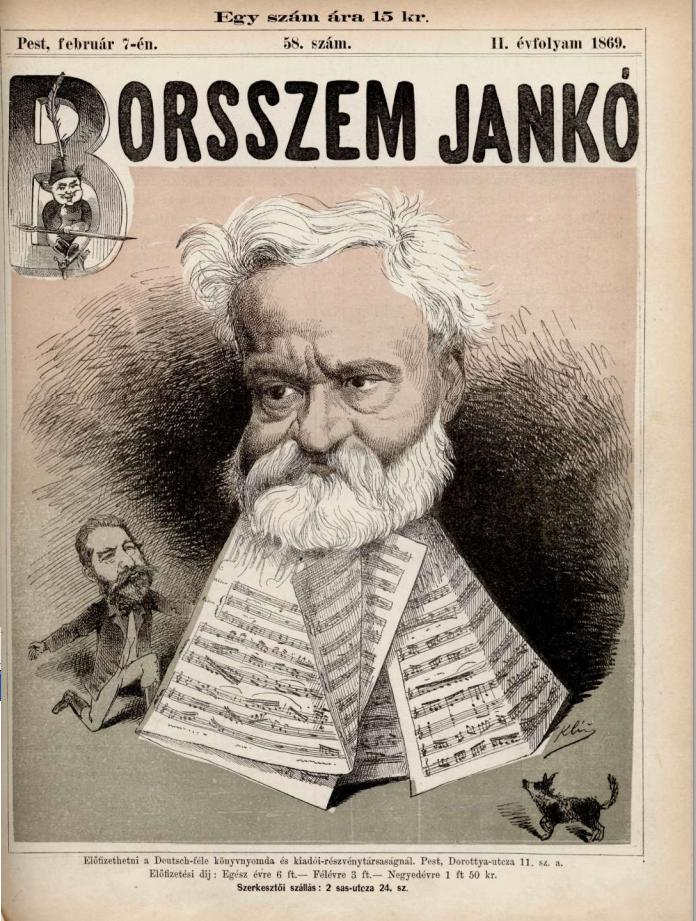
Framsidan av den ungerska satirtidskriften Borsszem Jankó (7 februari 1869) med teckning av Klíč föreställande Ferenc Erkel.
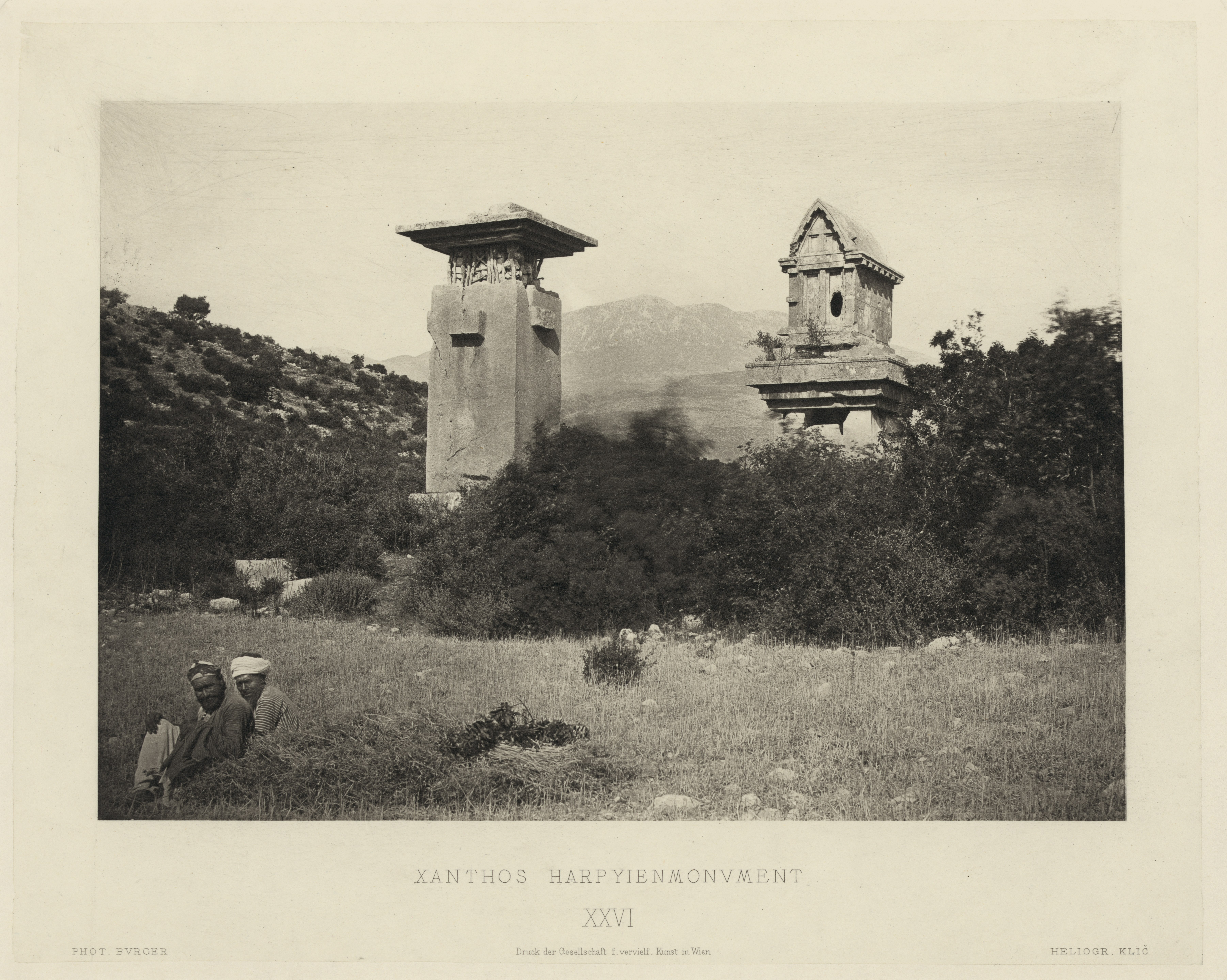
Heliografi utförd av Klíč föreställande "Harpyamonumentet" i Xanthos.
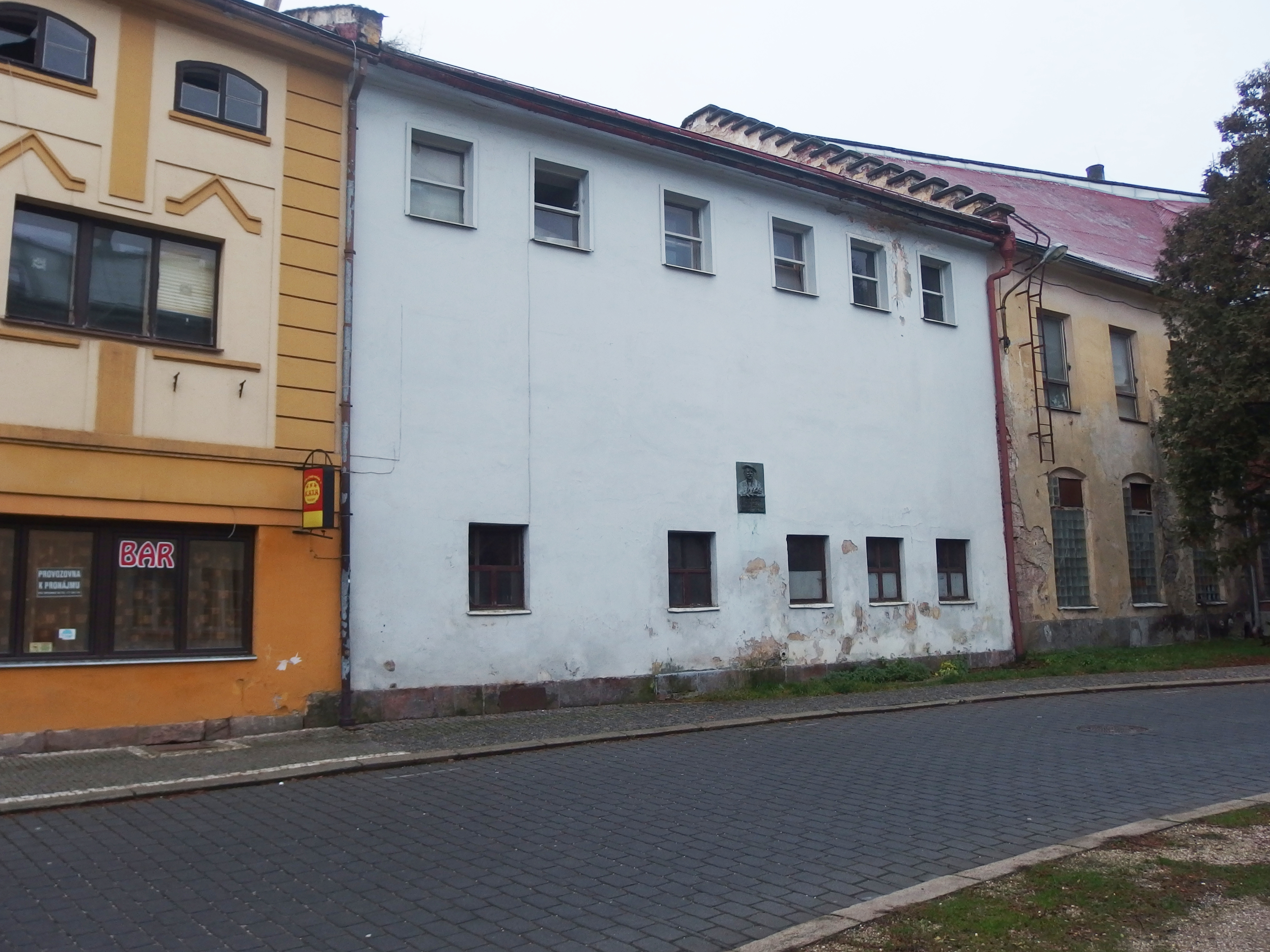
Klíčs födelsehus i Hostinné.
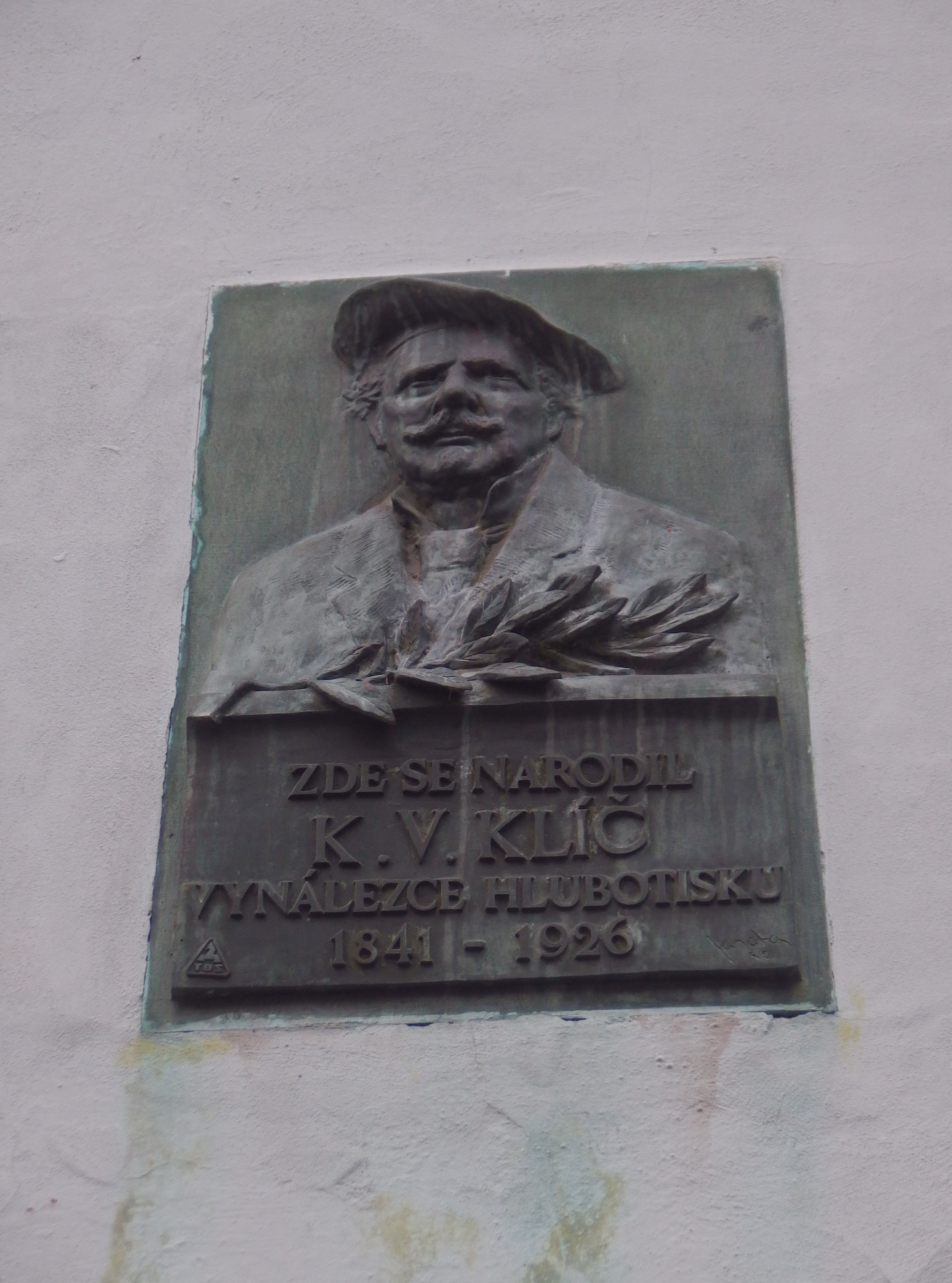
Minnesplattan på födelsehuset.